# هیروشی فوکوشیما
هیروشی فوکوشیما (انگلیسی: Hiroshi Fukushima؛ زادهٔ ۱۴ ژوئیهٔ ۱۹۸۲) بازیکن فوتبال اهل ژاپن است.
از باشگاه‌هایی که در آن بازی کرده‌است می‌توان به باشگاه فوتبال آویسپا فوکوئوکا اشاره کرد.